# Милитело ин Вал ди Катанија
Милитело ин Вал ди Катанија (итал. Militello in Val di Catania) је насеље у Италији у округу Катанија, региону Сицилија.
Према процени из 2011. у насељу је живело 7798 становника. Насеље се налази на надморској висини од 428 м.

## Становништво
Према резултатима пописа становништва 2011. у општини је живело 7.807 становника.
| 1951.  | 1961.  | 1971.  | 1981.  | 1991.  | 2001. | 2011. |
| ------ | ------ | ------ | ------ | ------ | ----- | ----- |
| 12.053 | 11.272 | 10.359 | 10.353 | 10.185 | 8.204 | 7.807 |